# Ліза Фонсагрівс
Ліза Фонсагрівс (англ. Lisa Fonssagrives; 17 травня 1911 — 4 лютого 1992, до шлюбу Ліза Біргітта Бернстон (швед. Lisa Birgitta Bernstone)) — шведська модель, модельєрка і танцюристка, щодо якої вперше в історії застосований термін супермодель.

## Життєпис
Батьки віддали Лізу в школу кухарського мистецтва, вважаючи, що в майбутньому вона стане домогосподаркою. Ліза ж виїхала в Париж і кілька років танцювала в дрібних балетних групах. Там вона одружилася зі своїм партнером по танцях Фернаном Фонсагрівсом.
У 1936 році, коли Фонсагрівс поверталася додому з уроку танців, вона зустріла в ліфті фотографа Віллі Мейвальда, який попросив її виступити моделлю для демонстрації головних уборів. Згодом її чоловік відніс кілька фотографій в редакцію Vogue і вже в 1939 році вона стала головною моделлю цього видання.
В 1947 році Vogue попросив Ірвінга Пенна зробити груповий портрет 12-ти найзатребуваніших моделей цього року. Так Ліза Фонсагрівс познайомилася з ним, а пізніше одружилася.
Вона продовжувала працювати моделлю до кінця 1950-х, її кар'єра була однією з найдовших за всю історію професії. 
Жила з Пенном в будинку в центрі Лонг-Айленда до смерті в 1992 році.